# Renouveau catholique
Der Renouveau catholique (Katholische Erneuerung) war eine philosophische, sozialkritische und hauptsächlich literarische katholische Bewegung, die in Frankreich begann und sich auf andere europäische Staaten ausdehnen konnte.

## Geschichte
Der Renouveau catholique entstand als eine konservative katholische Bewegung im ersten Drittel des 19. Jahrhunderts, knüpfte an Joseph de Maistre an und wurde von François-René de Chateaubriand angeführt. Als ein letzter Ausläufer der politischen Reaktion gegen die Aufklärung wandte sie sich in Frankreich gegen die Trennung von Kirche und Staat (Laizismus). Die Bewegung war getragen von einem Protest, dem die konventionelle Sprache nicht genügte, so dass sich viele Schriftsteller anschlossen.
Ein Ziel des Renouveau catholique war infolge seines aktiven Personenkreises eine Erneuerung von Literatur und Gesellschaft durch die Hinwendung zu den Werten eines ursprünglichen Katholizismus. Bevorzugte Gattungen waren Priesterroman, Heiligenleben, Mirakelbuch, Mysterienspiele, dramatische Oratorien. Neben dem Katholizismus prägte den Renouveau die Abkehr sowohl vom Positivismus als auch Determinismus bei gleichzeitiger äußerst differenzierter Sicht auf jene Maßstäbe, die das katholische Dogma setzt. In Paris gab es Verbindungen zu russischen Emigranten, von da aus zum literarischen Widerstand in Deutschland.
Das nicht ausformulierte Programm ließ eine weitgefächerte Einflussnahme im geistigen Leben Frankreichs zu. Theologisch-philosophische Grundlagen erarbeitete – in Auseinandersetzung mit der französischen Aufklärung und dem deutschen Idealismus – Ernest Hello, der viele der folgenden, weitaus bekannteren Schriftsteller beeinflusste. Positionen des Renouveau catholique finden sich im ästhetisierenden Katholizismus Joris-Karl Huysmans’ ebenso wie im Traditionalismus und Nationalismus der Action française wie im Sozialismus eines Charles Péguy, aber auch in der universalen Perspektive Paul Claudels.
Ein Widerstand gegen den Laizismus fehlte in den deutschsprachigen Ländern, weil der Staat die Kirchen förderte. In Deutschland und Österreich bekräftigten jene Autoren, die sich dem Renouveau catholique zugewandt hatten, ihre Staatstreue und unterstützten eine kirchliche Erziehung.

## Personenkreis
Dänemark
- Johannes Jørgensen

Frankreich
- Georges Bernanos
- Léon Bloy
- Paul Bourget
- Paul Claudel
- Madeleine Delbrêl
- Julien Green
- Joris-Karl Huysmans
- Francis Jammes
- François Mauriac
- Charles Péguy
- Jean Cayrol
- Gilbert Cesbron
- Georges Dumesnil
- Luc Estang
- Ernest Hello
- Marcel Jouhandeau
- Paul André Lesort
- Maxence Van der Meersch
- Jean Montaurier
- Henri Queffélec
- Emmanuel Mounier
- Jacques Maritain
- Gabriel Marcel
- Henry Bordeaux
- Ernest Psichari
- Georges Rouault
- George Fonsegrive
- Léontine Zanta

Deutschland
- Stefan Andres
- Werner Bergengruen
- Elisabeth Langgässer
- Gertrud von Le Fort
- Heinrich Lützeler[3]
- Edzard Schaper
- Reinhold Schneider
- Ruth Schaumann
- Carl Muth
- Theodor Haecker
- Peter Wust
- Romano Guardini
- Michael Brink
- Konrad Weiß
- Friedrich Ritter von Lama
- Friedrich Muckermann
- Conrad von Bolanden
- Dietrich von Hildebrand

Großbritannien
- T.S. Eliot
- Clothilde Graves
- Graham Greene
- Bruce Marshall
- Evelyn Waugh
- John Henry Newman
- William Francis Barry
- Robert Hugh Benson
- John Ayscough
- Clotilde Augusta Inez Mary Graves
- Hilaire Belloc
- G. K. Chesterton
- Alice Thomas Ellis
- Gerard Manley Hopkins
- Coventry Patmore
- Francis Thompson

Irland
- Patrick Augustine Sheehan

Niederlande
- Bertus Aafjes
- Godfried Bomans

Norwegen
- Sigrid Undset

Österreich
- Gertrud Fussenegger[1]
- Enrica von Handel-Mazzetti
- Franz Werfel
- Richard Kralik
- Karl Domanig
- Franz Xaver Eichert

Polen
- Władysław Reymont
- Henryk Sienkiewicz

Russland
- Nikolai Berdjajew
- Sergei Bulgakow

Slowenien
- Fran Saleški Finžgar
- Karel Vladimir Truhlar
- France Bevk

Tschechien
- Jindřich Šimon Baar
- Jakub Deml
- Jan Zahradníček
- Václav Beneš Třebízský
- Josef Florian
- Karel Dostál-Lutinov